# كين فريدمان
كين فريدمان (بالإنجليزية: Ken Friedman)‏ هو كاتب وكاتب سيناريو أمريكي، ولد في 19 سبتمبر 1949 في نيو لندن في الولايات المتحدة.

## وصلات خارجية
- كين فريدمان على موقع IMDb (الإنجليزية)
- كين فريدمان على موقع ألو سيني (الفرنسية)
- كين فريدمان على موقع ميوزك برينز (الإنجليزية)
- كين فريدمان على موقع أول موفي (الإنجليزية)
- كين فريدمان على موقع قاعدة بيانات الأفلام السويدية (السويدية)
- كين فريدمان على موقع قاعدة بيانات الفيلم (الإنجليزية)
- كين فريدمان على موقع كينوبويسك (الروسية)